# Halestorm (álbum)
| Críticas profissionais | Críticas profissionais |
| Avaliações da crítica  | Avaliações da crítica  |
| Fonte                  | Avaliação              |
| ---------------------- | ---------------------- |
| Allmusic               | [ 3 ]                  |
| Dangerdog.com          | (4.75/5)               |
| Jukebox:Metal          | [ 5 ]                  |
| Kerrang!               | 4 de 5 estrelas.       |
| Rock Sound             | (6/10)                 |
| TuneLab                | {9/10}                 |

Halestorm é o álbum de estreia da banda de hard rock americana Halestorm, lançado no dia 28 de abril de 2009, pela gravadora Atlantic Records. Howard Benson produziu o álbum. Alcançando o 40º lugar na Billboard 200. O primeiro single do álbum, "I Get Off", recebeu uma recepção considerável. A música atingiu o número 17, na parada da Billboard Rock. A faixa "Innocence", foi co-escrita pelo ex-integrante do Evanescence, Ben Moody.

## Faixas
| N.º            | Título                     | Compositor(es)                                        | Duração |  |
| 1.             | "It's Not You"             | Howard Benson, Lzzy Hale, David Ivory                 | 2:55    |  |
| 2.             | "I Get Off"                | Benson, Dana Calitri, Hale, Nina Ossoff, Kathy Sommer | 3:04    |  |
| 3.             | "Bet U Wish U Had Me Back" | Benson, Hale, Bobby Huff                              | 3:43    |  |
| 4.             | "Innocence"                | Benson, Hale, Ben Moody                               | 3:16    |  |
| 5.             | "Familiar Taste of Poison" | David Bassett, Benson, Hale, Ivory                    | 4:04    |  |
| 6.             | "I'm Not an Angel"         | Benson, Hale, Kara DioGuardi, Marti Frederiksen       | 3:15    |  |
| 7.             | "What Were You Expecting?" | Benson, Hale, John Lowery, James Michael              | 3:34    |  |
| 8.             | "Love/Hate Heartbreak"     | Benson, Hale, Tommy Henriksen, Trevor Lukather        | 3:19    |  |
| 9.             | "Better Sorry Than Safe"   | Hale, Cody Hanson, Brian Howes                        | 3:12    |  |
| 10.            | "Dirty Work"               | Gavin Brown, Hale, DioGuardi                          | 3:17    |  |
| 11.            | "Nothing to Do with Love"  | Bassett, Benson, Hale                                 | 3:30    |  |
| Duração total: | Duração total:             | Duração total:                                        | 37:03   |  |

### iTunes/Amazon - faixa bônus
| N.º | Título                   | Música | Duração |  |
| 12. | "Tell Me Where It Hurts" |        | 3:48    |  |
| 13. | "Conversation Over"      |        | 3:05    |  |
| 14. | "Dirty Mind"             |        | 3:18    |  |

## Créditos
Halestorm
- Lzzy Hale → vocal, guitarra e teclado
- Arejay Hale → bateria, percussão, vocal de apoio
- Joe Hottinger → guitarra e vocal de apoio
- Josh Smith → baixo e vocal de apoio

## Desempenho nas paradas musicais
| Chart (2009)            | Maior posição |
| ----------------------- | ------------- |
| US Billboard 200        | 40            |
| US Top Rock Albums      | 11            |
| US Top Hard Rock Albums | 4             |
| Greek Albums Chart      | 33            |

## Certificações
| País / Certificadora  | Certificações | Vendas  |
| Álbum                 | Álbum         | Álbum   |
| --------------------- | ------------- | ------- |
| Estados Unidos / RIAA | Ouro          | 500,000 |